# Famagusta (distrikt)
Distrikt Famagusta, řecky Eparchía Ammochóstou (Επαρχία Αμμοχώστου), turecky Gazimağusa Bölgesi a anglicky Famagusta District, je jedním ze 6 distriktů Kyperské republiky. Nachází se ve východní části ostrova Kypr a je druhým největším distriktem Kypru. Správním střediskem distriktu je nejvýznamnější přístav Kypru Famagusta/Ammóchostos/Mağus (Αμμόχωστος, Gazimağusa). Po turecké invazi na Kypr v roce 1974 je téměř celý distrikt součástí Severokyperské turecké republiky, kterou jako stát uznalo jen Turecko. V Kyperské republice proto existuje exilová samospráva tohoto distriktu. Hlavními hospodářskými odvětvími v okrese jsou cestovní ruch, zemědělství, stavebnictví a lehký průmysl.

## Severokyperská samospráva distriktu
Distrikt Famagusta je také jedním z 5 distriktů Severokyperské turecké republiky.

## Galerie

Poloha distriktu